# Орошаемое земледелие

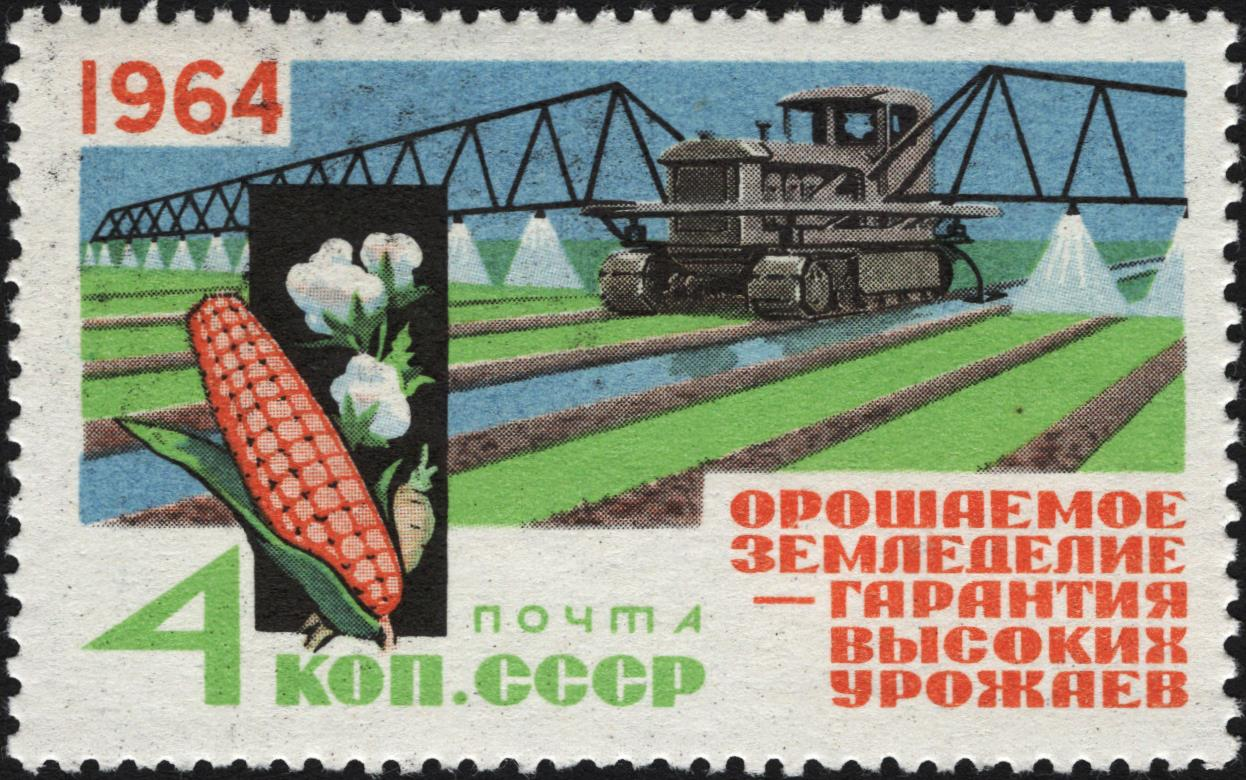
Почтовая марка СССР, 1964 год. За орошаемое земледелие.

Ирригацио́нное земледе́лие (поливное земледелие) — земледелие в зоне с недостаточным количеством сезонных осадков, основанное на искусственном орошении с помощью ирригационных систем. Ирригационное орошение занимает ведущее место среди мелиораций обрабатываемых земель.

## История
Орошаемое земледелие возникло в примитивных «однократных» формах возможно, уже на рубеже мезолита и неолита в зоне высокоорганизованного собирательства дикорастущих зерновых в наиболее древних очагах возникновения земледелия (горные засушливые долины Юго-Западной Азии, Мезоамерика и др.). Начальные этапы растениеводства были связаны как с неполивным, так и с поливным земледелием сначала на естественных разливах горных ручьёв («болотное», лиманное земледелие), а затем на искусственно орошаемых участках крупных речных долин с помощью плотин и каналов. 
В древнейших примитивных «однократных» системах ирригационное земледелие осуществлялось при помощи обваловки паводковых разливов, а в более сложных системах, известных в Месопотамии уже с 6 тысячелетия до н. э., оно достигалось с помощью искусственных гидротехнических сооружений. 
Традиционная ирригационная техника разных историко-культурных областей и крупных природных зон (например, гор, предгорий, равнин) различна. В зонах предгорий и гор вывод воды осуществлялся с помощью струенаправляющих дамб (горно-ручейковый и горно-долинный типы орошения). На равнинах ирригационное земледелие базируется на регулировании паводковых разливов и крупных оросительных систем. 
Ирригационное земледелие играло важную роль в становлении древнейших цивилизаций. Развитие интенсивного ирригационного земледелия на значительных площадях в долинах крупных рек (Тигр и Евфрат, Нил, несколько позднее Инд, ещё позднее Хуанхэ, Амударья, Мургаб и др.) стало возможным только при условии регулирования и стабилизации боковых речных дельтовых протоков, а позднее и главного русла реки в процессе совершенствования гидротехнических сооружений. Прогресс ирригиационной техники и совершенствование ирригационного земледелия неразрывно связаны с основными этапами социально-экономической истории народов аридной зоны.

## Ирригационное земледелие сегодня
Ирригационное земледелие широко распространено во многих странах аридной зоны (Северная Африка, Сахара, юг Европы (Испания), Передняя и Южная Азия, Южная Америка (Перу) и др.). Оно во многом зависит от водных источников в разных природных зонах — на равнинах, в предгорьях и горах. Зональные различия отражаются в организации водозабора, на размерах каналов, в членении и конфигурации распределительной и оросительной сети, водорегулирующих устройствах и т. п. 
На равнинах преобладают крупные паводковые ирригационные системы. Обитатели земледельческих оазисов (в Средней Азии, например, таджики, узбеки, и др.) создали высокоразвитые формы ирригационного земледелия на основе разнообразных систем и способов орошения. В зоне предгорий Средней Азии развитое ирригационное земледелие нередко сочетается с богарными посевами яровых культур на зимне-весенних осадках (таджики, узбеки, афганцы) В горах распространены (у таджиков, афганцев и др.) террасные формы ирригационного земледелия, разнообразные методы полеводства на крутых горных склонах с очень сложной системой полива полей. Примитивные формы ирригационного земледелия сохраняются в аридной зоне у некоторых кочевников-скотоводов в Передней Азии и Африке. Это ирригационное земледелие на родниках и временных дождевых водах, сезонных водных сухих русел.